# Mezinárodní standardy účetního výkaznictví
Mezinárodní standardy účetního výkaznictví (IFRS), anglicky International Financial Reporting Standards, je soubor standardů vydávaných Radou pro mezinárodní účetní standardy (IASB), anglicky International Accounting Standards Board, upravující sestavování a prezentaci finančních výkazů účetní závěrky.
Většina standardů stále platí pod starým názvem „Mezinárodní účetní standardy“ (IAS). Standardy IAS byly vydávány v letech 1973 až 2001 Výborem pro mezinárodní účetní standardy (IASC). V dubnu 2001 byl výbor IASC nahrazen radou IASB, která pokračuje ve vydávání nových standardů pod názvem IFRS. Tyto standardy postupně nahrazují dřívější standardy IAS. V současné době (říjen 2018) je v platnosti 16 standardů IFRS, koncepční rámec společný pro všechny standardy a 41 standardů IAS. Některé IAS jsou však již zrušeny a nahrazeny novými IAS nebo IFRS.

## Ostatní informace
IFRS jsou výsledkem harmonizačních snah. Je složité je zařadit do některého z účetních systémů, protože jsou vytvářeny za účelem zaujetí pozice jediného světového účetnictví. Je to účetní systém primárně založený na mikroekonomickém přístupu prosazovaný do praxe z rozhodnutí Evropské komise. V tvůrčích orgánech jsou zastoupeny všechny světové regiony a je tedy možné přístup charakterizovat jako kombinaci teorie a praxe. Jedná se o zásady primárně zaměřené na sestavování finančních výkazů předkládaných uživatelům, zejména investorům, věřitelům – poskytovatelům zápůjčního kapitálu a ostatním věřitelům. Využití je založeno na zákonné povinnosti dané jako rozhodnutím Evropské komise, tak i jednotlivými národními legislativními úpravami. Informace jsou uznávány a také využívány na burzách řady zemí světa a také k auditování.

## Systém IFRS je založen na těchto základních principech
- Akruální báze
- Trvání podniku
- Srozumitelnost
- Relevance
- Významnost
- Důvěryhodné zobrazení
- Přednost obsahu před formou
- Objektivita – nestrannost
- Opatrnost
- Úplnost
- Ověřitelnost
- Srovnatelnost
- Včasnost
- Rovnováha mezi přínosy z informace a náklady na její získání
- Pravdivý a věrný obraz[4]

## Platné IFRS
IFRS 1 – První aplikace IFRS
Všichni emitenti cenných papírů registrovaných na regulovaném trhu cenných papírů musí mít všechny své účetní závěrky zpracovány v souladu s IFRS. IFRS 1 nám říká, co máme dělat, pokud přecházíme z jiných systémů na IFRS. Po použití pravidel IFRS je nutné porovnat hospodářský výsledek a vlastní kapitál před použitím a po použití IFRS 1 a zveřejnit v příloze.
IFRS 2 – Úhrady vázané na akcie
Existují tři základní platby akciemi, a to:
1.     když jednotka jako protihodnotu za dodané zboží nebo služby poskytuje akcie,
2.     když je placeno penězi, ale výše závazku se odvozuje od ceny akcií,
3.     když má dodavatel na výběr, zda bude hrazeno penězi nebo akciemi.
Platby akciemi se vykazují jako vlastní kapitál. Další dva případy se vykazují jako závazek.
IFRS 3 – Podnikové kombinace
Podnikové kombinace jsou účtovány s uplatněním metody akvizice. Nabyvatel musí ocenit agregované náklady kombinace v reálné hodnotě a v přímých nákladech vztahujících s k podnikové kombinaci. Výsledkem by měl být goodwill, jako přebytek pořizovací ceny akvizice oproti podílu nabyvatele.
IFRS 4 – Pojišťovací smlouvy
IFRS 4 se vztahuje na pojišťovací kontrakty, jejich obnovování, pojišťovací pomoci a finanční nástroje vztahující se k rozložení rizik.
IFRS 5 – Dlouhodobá aktiva držená k prodeji a ukončované činnosti
Pokud je prodej dlouhodobých aktiv užitečnější než pokračování užití v provozu, označujeme je jako určená k prodeji. Ukončované činnosti jsou části jednotky určené k prodeji
IFRS 6 – Průzkum a hodnocení nerostných zdrojů
Standard se vztahuje pouze na výdaje vznikající při průzkumu a hodnocení nerostných zdrojů. Nevztahuje se na výdaje vynaložené před získáním zákonných práv na průzkum dané oblasti a poté, co byla prokázána jeho technická proveditelnost. Aktiva vznikající a využívaná při těchto činnostech jsou jak hmotná, tak i nehmotná. Ke hmotným patří zejména dopravní prostředky, stroje na průzkumné vrty apod. K nehmotným aktivům patří práva na průzkum.
IFRS 7 – Finanční nástroje – zveřejňování
Standard řeší problematiku zveřejňování finančních nástrojů. Účetní jednotka musí skupinu finančních nástrojů rozdělit dle jejich klasifikace a zveřejnit ve dvou hlavních kategoriích, a sice na:
-         informace o významných finančních nástrojích,
-         informace ohledně povahy, charakteru a míry rizik.
IFRS 8 – Provozní segmenty
Základním principem standardu je zveřejnění informací umožňujících uživatelům účetních závěrek správně vyhodnotit povahu finančních efektů dosažených z podnikatelských aktivit v určitém konkrétním prostředí.
Musí být aplikován v případě:
-         separátních nebo individuálních finančních výkazů účetních jednotek, jejichž kapitálové nebo dluhové nástroje jsou obchodovány na veřejných trzích,
-         konsolidovaných účetních závěrek skupiny.
Samostatně za funkční segment musí účetní jednotka podat informace, jestliže jsou splněna tato kritéria:
-         výnosy představují 10 % a více celkových tržeb,
-         výsledkem je zisk nebo ztráta přesahující 10 % a více z celkového výsledku,
-         aktiva představují 10 % a více z celkových aktiv všech segmentů.
IFRS 9 – Finanční nástroje
Standard řeší povinnosti účetních jednotek v oblasti podávání informací o finančních aktivech a finančních závazcích. Finančním nástrojem se rozumí smlouva, na jejímž základě vzniká právo (aktivum) nebo povinnost (závazek). Při prvním rozeznání musí účetní jednotka v souladu se standardem klasifikovat a ocenit finanční aktiva ve fair value hodnotě.
IFRS 10 – Konsolidovaná účetní závěrka
Jedná se o finanční výkaz za skupinu účetních jednotek. Standard určuje povinnosti účetní jednotky v oblasti přípravy, zpracování a prezentaci výkazů konsolidované účetní závěrky, v případě, že ovládá jednu nebo více jiných účetních jednotek.
IFRS 11 – Společná uspořádání
Společná uspořádání vznikají na základě vzájemné smlouvy a vyjadřují buď společné operace (aktivity) nebo společný podnik.
Společné operace zahrnují takové aktivity, kdy jsou společně ovládána aktiva, závazky, podíly na tržbách a nákladech získaných prováděním společných operací. Společný podnik představuje stav, kdy spoluvlastník musí vykázat jeho podíl ve společném podniku jako investici a musí o ní účtovat využitím ekvivalenční metody.
IFRS 12 – Zveřejnění podílů v jiných účetních jednotkách
Standard určuje povinnosti účetních jednotek v oblasti zveřejňování informací souvisejících s jejich účastí v dceřiných podnicích, společných uspořádáních, přidružených podnicích nebo nekonsolidovaných podnikatelských strukturách.
V účetní závěrce se zveřejňují informace ke zhodnocení:
-         povahy podílů v jiných účetních jednotkách,
-         efektů z těchto podílů.
IFRS 13 – Ocenění v reálné hodnotě
Standard definuje fair value jako cenu, která může být dosažena při prodeji aktiva nebo úhradě závazku v běžné transakci mezi dvěma účastníky trhu k danému datu. Účastníci transakce musí být nezávislí a musí jednat v nejlepším ekonomickém zájmu.
Ocenění ve fair value hodnotě je prováděno vždy pro konkrétní aktivum nebo závazek a je nutné brát v úvahu:
-         jeho charakteristiky,
-         předpoklad směnitelnosti v běžné transakci a za běžných tržních podmínek.
IFRS 14 – Řízení odložených účtů u regulovaných aktivit
Regulovaná aktivita je taková, která je omezena právním předpisem. Musí být zveřejněno určení a vysvětlení částek odložených účtů rozeznaných v účetních výkazech, aby uživatelé lépe pochopili jejich povahu, časové rozlišení a rizika s nimi spojená ve vztahu ke cash flow.
IFRS 15 – Výnosy ze smluv s odběrateli
Na začátku smluvního vztahu musí být určeno, jakým zbožím nebo službami bude uspokojena poptávka odběratele, v jakém čase a za jakou cenu. Účetní jednotka musí účtovat o kontraktu se zákazníkem, pokud jsou splněna tato kritéria:
-         obě strany kontrakt schválily,
-         lze identifikovat práva každé smluvní strany,
-         lze určit termíny plateb za dodané zboží nebo služby,
-         kontrakt má obchodní povahu.
IFRS 16 – Leasingy
Standard platí od 1. ledna 2019. Stanovuje principy, které účetní jednotka musí uplatnit při rozeznání, oceňování, prezentaci a zveřejnění leasingů z pohledu nájemce i pronajímatele.
Nájemce musí posoudit, zda smlouva obsahuje leasing či nikoli. V případě, že dochází k předání práva užití aktiva, jedná se o leasing. Pronajímatel musí posoudit, zda smlouva obsahuje nájemní doložku a určit, zda se jedná o finanční nebo operativní leasing. Leasing je rozeznán jako finanční, když jsou u předmětu leasingu všechna rizika a odměny související s jeho užitím převedeny na uživatele. O operativní leasing se jedná tehdy, když nedochází k převodu těchto práv.
IFRS 17 – Pojistné smlouvy
Tento standard od 1. ledna 2023 nahradí IFRS 4 – Pojišťovací smlouvy.

## Mezinárodní standardy účetního výkaznictví pro střední a malé podniky
V roce 2007 byl na stránkách rady IASB zobrazen návrh pro zavedení standardů IFRS pro malé a střední podniky. V současnosti dochází k zapracování připomínek odborné veřejnosti. Hotový standard byl vydán v 9. července 2009.